# Odontocera apicalis
Odontocera apicalis là một loài bọ cánh cứng trong họ Cerambycidae.